# Markaz Bibā
Markaz Bibā (arabiska: مركز ببا) är en region i Egypten.   Den ligger i guvernementet Beni Suef, i den centrala delen av landet, 130 km söder om huvudstaden Kairo.